# ناتان لوندز
ناتان لوندز (انگلیسی: Nathan Lowndes؛ زادهٔ ۲ ژوئن ۱۹۷۷) بازیکن فوتبال اهل بریتانیا است.
از باشگاه‌هایی که در آن بازی کرده‌است می‌توان به باشگاه فوتبال سنت جانستون، باشگاه فوتبال پلیموث آرگیل، باشگاه فوتبال لیوینگستون، باشگاه فوتبال روترهام یونایتد، باشگاه فوتبال لیدز یونایتد، باشگاه فوتبال واتفورد، و باشگاه فوتبال پورت ویل اشاره کرد.